# Ангольский колобус
Ангольский колобус (лат. Colobus angolensis) — вид обезьян семейства мартышковых отряда приматов, один из видов рода Колобусы.

## Классификация
Выделяют шесть подвидов:
- C. a. angolensis
- C. a. cottoni
- C. a. ruwenzori
- C. a. cordieri
- C. a. prigoginei
- C. a. palliatus

Обнаружен также ещё не описанный подвид в Махали-Маунтинс в Танзании.

## Описание

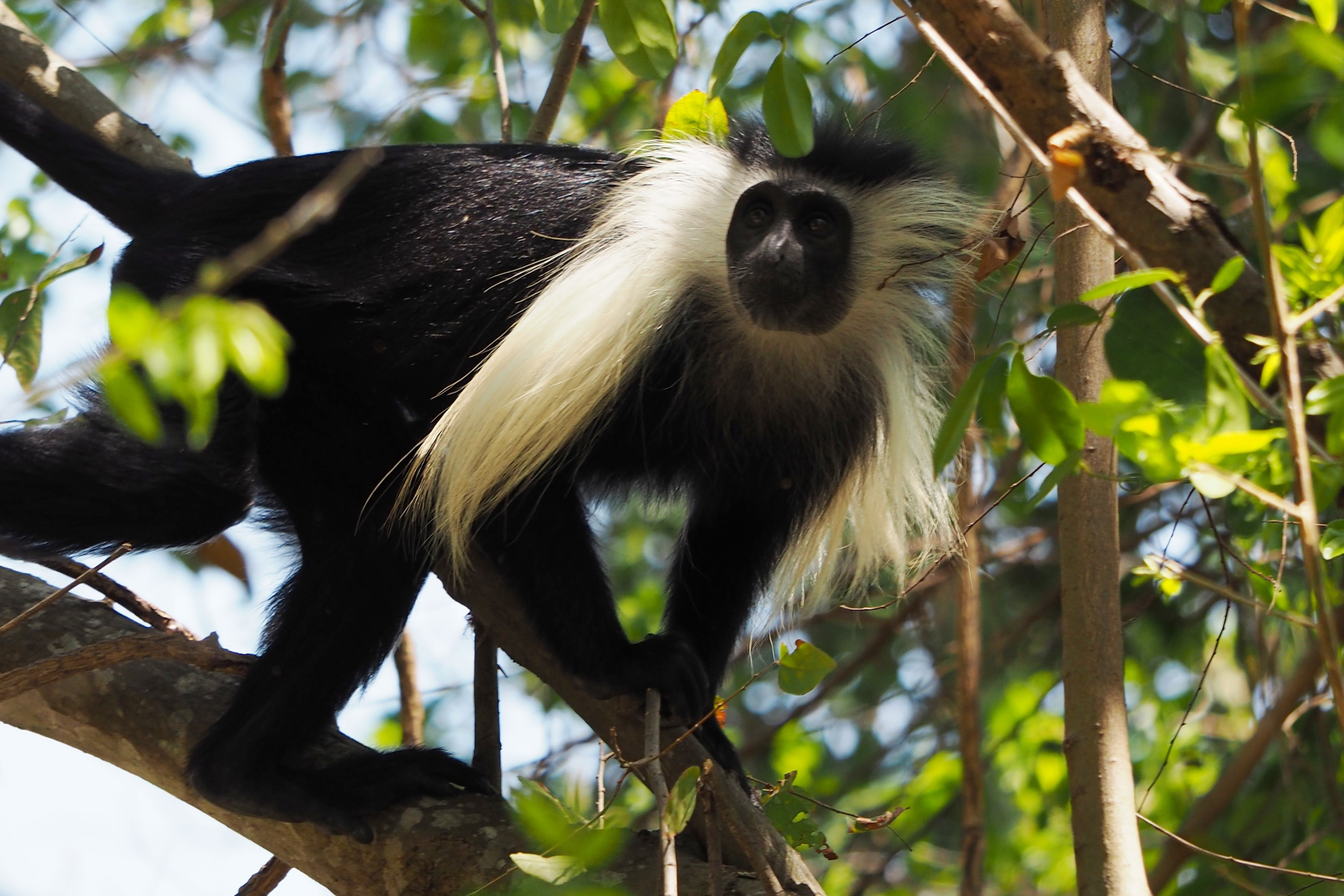
Colobus angolensis palliatus в резервате Селус, Танзания

Как и родственные виды, имеет чёрную шерсть и чёрное безволосое лицо, окружённое белыми волосами. На плечах мантия из белой шерсти. Длина тела составляет от 50 до 70 см, длина хвоста около 75 см, вес тела от 9 до 20 кг. Самцы немного крупнее самок.

## Распространение
Населяет густые дождевые леса центральной части Африки, встречаясь в ДРК Конго, Бурунди, Анголе и Уганде, на востоке континента ареал доходит до Кении и Танзании. Из всех представителей рода Колобусы это самый южный вид. В Кении встречается на высоте до 2415 метров над уровнем моря.

## Статус популяции
Международный союз охраны природы присвоил этому виды охранный статус «Вызывает наименьшие опасения» (англ. Least concern). Серьёзных угроз популяции не выявлено.